# Nancy Dupree
Nancy Hatch Dupree (Cooperstown, Nova York, 3 d'octubre de 1927 - Kabul, Afganistan, 10 de setembre de 2017) va ser la directora del Centre de l'Afganistan a la Universitat de Kabul a Afganistan i autora de cinc llibres que va compilar mentre estudiava la història de l'Afganistan de 1962 fins a finals de 1970.

## Biografia
Va néixer a Cooperstown, Nova York, i va créixer en el que era llavors el regne de Travancore a l'Índia britànica, ara l'estat de Kerala, on el seu pare treballava en temes de desenvolupament rural, mentre que la seva mare estudiava el teatre indi.
Va assistir a l'escola secundària a Mèxic, es va graduar al Barnard College i es va llicenciar en art xinès a la Universitat de Colúmbia. Després de graduar-se, va tornar a Àsia, unint-se al seu pare treballant per a la Unesco.
Mentre estava a Columbia, va conèixer Alan D. Wolfe, diplomàtic amb qui es va casar i traslladar a Ceilan, després a Iraq, Pakistan i finalment a Kabul, el 1962 on anys després, va conèixer al professor Louis Dupree, arqueòleg i acadèmic especialitzat en la cultura de l'Afganistan i la seva història, amb qui es va casar després de divorciar-se, i amb qui va treballar durant quinze anys a Afganistan, tot viatjant a través del país per dirigir excavacions arqueològiques. Després de la invasió soviètica a Afganistan el 1979, Nancy es va veure obligada a abandonar el país, i es va traslladar a Peshawar, Pakistan, on va dirigir un centre per a refugiats afganesos. Louis va ser eventualment arrestat sota sospita de treballar per l'Agència Central d'Intel·ligència com a espia. Després es va unir amb ella a Peshawar. Mentre estaven al camp de refugiats, es van adonar del risc de pèrdua o destrucció per sempre de documents únics sobre Afganistan, i per tal de preservar aquestes obres van crear l'Agency Coordinating Body for Afghan Relief (ACBAR) per recopilar els documents governamentals i no governamentals relacionats amb la història, la cultura, la invasió soviètica, l'Al-Xabab i els talibans, ja que durant el saqueig que va començar després de la invasió soviètica, es van vendre molts llibres inestimables per ser utilitzats com a combustible i fins i tot com embolcall per a aliments. El 1999 aquesta col·lecció contenia 7.739 títols escrits en paixtu, darí, francès, alemany, noruec i suec. El 2003, Nancy va tornar a Kabul i va traslladar la col·lecció a la Universitat de Kabul, on el 2012 es va crear el Centre de l'Afganistan a la Universitat de Kabul (ACKU).
Els últims anys de la seva vida, Nancy vivia entre Afganistan i  Carolina del Nord.

## Fundació Louis i Nancy Hatch Dupree
El 2007, Nancy Hatch Dupree va fundar la Fundació Louis i Nancy Hatch Dupree. Aquesta fundació sense afany de lucre promou estudis científics, i sensibilitza sobre la història i la cultura afganesa. El seu objectiu principal és assegurar el sosteniment del Centre de l'Afganistan a la Universitat de Kabul.

## Obra (selecció)
- Dupree, Nancy Hatch; Kohzad, Ahmad Ali. An Historical Guide to Kabul.  Afghan Tourist Organization, 1972.
- Dupree, Nancy Hatch; Dupree, Motamedi. The National Museum of Afghanistan : an illustrated guide.  The Afghan Tourist Organization, 1974.
- Dupree, Nancy Hatch. An Historical Guide to Afghanistan.  Afghan Tourist Organization, 1977.